# Harald Nyman
Carl Anders Harald Nyman, född den 5 april 1877 i Göteborg, död den 18 februari 1955 i Stockholm, var en svensk militär. Han var bror till Werner Nyman och far till Ebbe Nyman.
Nyman blev underlöjtnant vid Bohusläns regemente 1899, löjtnant där 1903, kapten i regementet 1915 och vid regementet 1916. Han var andre lärare vid Infanteriskjutskolan 1906–1907, regementsadjutant 1907–1911, regementskvartermästare 1913–1915, brigadkvartermästare 1918–1924 och chef för lantförsvarets kommandoexpeditions bokdetalj 1935–1942. Nyman befordrades till major 1925, till överstelöjtnant 1935 och till överste 1942. Han var ledamot av stadsfullmäktige i Uddevalla och av beredningsutskottet där 1919–1926. Nyman blev riddare av Svärdsorden 1920 och av Vasaorden 1940. Han vilar i en familjegrav på Galärvarvskyrkogården i Stockholm.